# Pan Am Clipper Connection
A Pan Am Clipper Connection é uma  empresa aérea regional, "low-fare" (tarifa reduzida) que atua nos Estados Unidos.

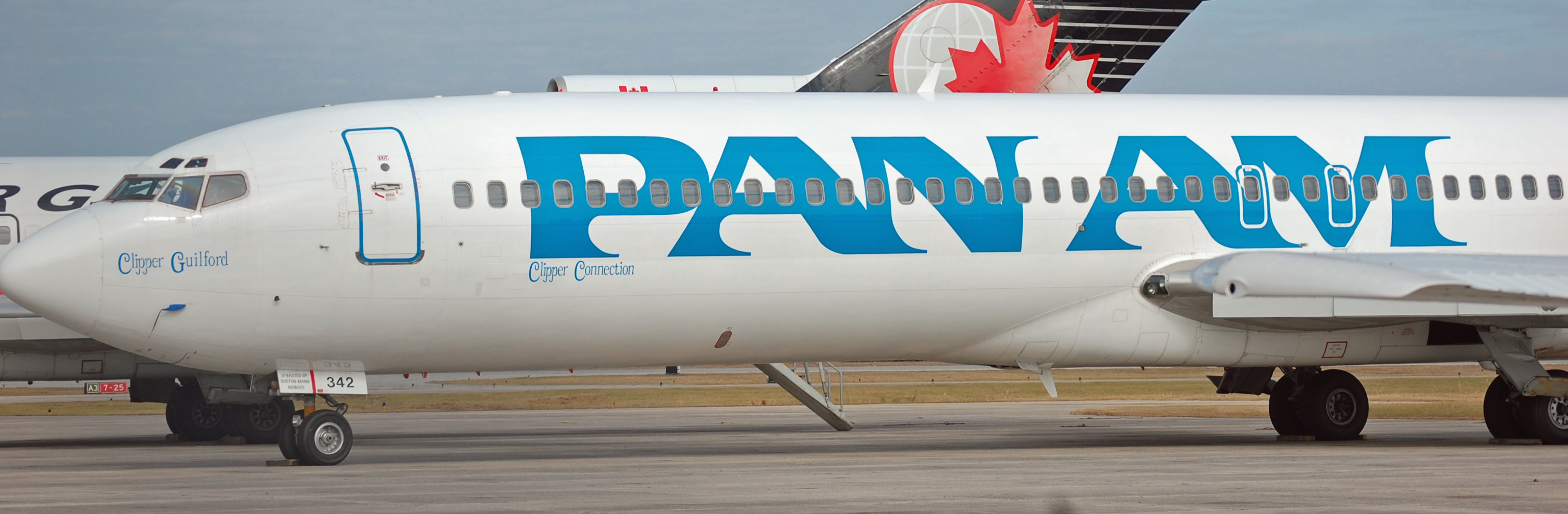
Clipper Guilford, a Boeing 727.

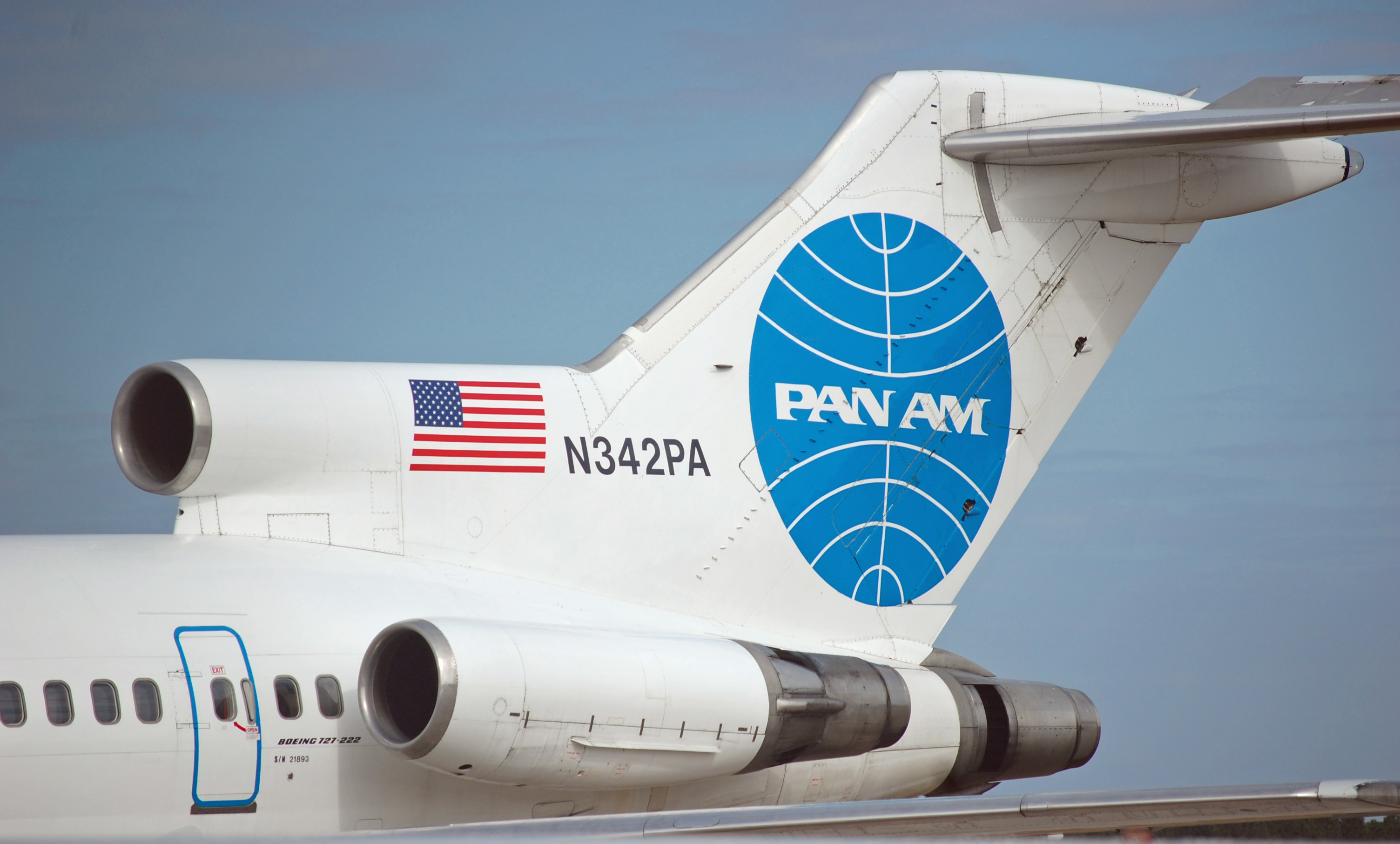
Tail section of Clipper Republic.

## História da Pan Am Clipper Connection
Em Março de 2004, a Pan Am Clipper começa a operar no trecho Trenton à New Jersey. A Base operacional dessa empresa e no Aeroporto internacional de Portsmouth.
Hoje em dia a Pan Am opera os jatos regionais Jet Stream 3000, com capacidade máxima para 19 assentos.
Opera também em viagens fretadas ou turismo em época de férias.
Seu escritório central fica em Vitória - ES, é controlada pelo Grupo Ratzenberger desde 2008, quando as concessões da empresa passaram a ser da família. Somente em 2012 a empresa conseguiu quitar as dívidas e a permissão para voar novamente!
Atualmente a PAN AM é uma empresa rentável, e planeja crescer devagar. 
Encerrou as operações regulares no final de 2013, e hoje trabalha apenas com voos fretados ou transporte particular. Alguns de seus aviões, foram arrendados pela TAP Portugal e operam pela Europa. Outras aeronaves foram inutilizadas devido aos anos e a má conservação delas. Esses avioes estao parados na base operacional.
Apenas 7 aeronaves voam com o nome PAN AM Clipper Connection, a maioria é sempre vista voando entre  Orlando / Flórida, nos Estados Unidos.